# کمبود اسید فولیک
کمبود اسید فولیک در اثر ناکافی بودن ویتامین ب۹ (اسید فولیک) در رژیم غذایی ایجاد می‌شود.

## علایم
از علایم کمبود اسید فولیک می‌توان بی‌اشتهایی، کاهش وزن، ضعف، زخم زبان، سردرد، تپش قلب، اختلالات هیجانی و کم‌طاقتی را نام برد. کم‌خونی یکی از علایم کمبود مزمن اسید فولیک می‌باشد.
زنان باردار مبتلا به کمبود اسید فولیک نسبت به زنان سالم احتمال بیش‌تری در به‌دنیا آوردن نوزادان نارس یا کم‌وزن یا مبتلا به نقص لولهٔ عصبی دارند. کمبود اسید فولیک در کودکان موجب کند شدن رشد آنان می‌گردد.

### افسردگی
مطالعات نشان می‌دهند که اسید فولیک و ویتامین ب۱۲ در افسردگی نقش دارند. این نقش به این دلیل است که این دو ویتامین در واکنش‌های ترانس‌متیلاسیون که برای ایجاد انتقال‌دهنده‌های عصبی (هم‌چون سروتونین، اپی‌نفرین، نیکوتین‌آمیدها، پورینها و فسفولیپیدها) ضروری هستند شرکت می‌کنند.
میزان کم اسید فولیک یا ویتامین ب۱۲ موجب اختلال در واکنش‌های ترانس‌متیلاسیون و انباشته شدن هوموسیستئین و اختلال در متابولیسم انتقال‌دهنده‌های عصبی (به‌خصوص هیدروکسیلاسیون دوپامین و سروتونین از تیروزین و تریپتوفان)، فسفولیپیدها، میلین و گیرنده‌ها می‌شود. افزایش هوموسیستئین هم‌چنین می‌تواند موجب آسیب‌های وریدی و در نهایت اختلالات مختلف عصبی از جمله افسردگی شود.
در مطالعات انجام‌شده میزان کمی از اسید فولیک و ویتامین ب۱۲ در خون بیماران مبتلا به افسردگی دیده‌شده است. هم‌چنین برخی مطالعات نشان داده‌اند درمان از طریق داروهای ضد افسردگی در افراد دارای کمبود اسید فولیک تأثیر کم‌تری دارد.

## علت
کمبود اسید فولیک در صورتی ایجاد می‌شود که میزان جذب این ویتامین از رژیم غذایی ناکافی، یا میزان دفع آن از بدن از جذب آن بیش‌تر باشد. برخی داروها هم‌چنین موجب کاهش توانایی بدن در استفاده از اسید فولیک می‌شوند. به‌علاوه، برخی مطالعات نشان می‌دهند که قرار گرفتن در معرض امواج فرابنفش و استفاده از سولاریوم‌ها موجب کمبود اسید فولیک در بدن می‌شود.
بدن در برخی شرایط از جمله موارد زیر نیاز بیش‌تری به جذب اسید فولیک دارد:
- بارداری و شیردهی
- استعمال دخانیات
- اختلال در جذب ویتامین‌ها
- دیالیز
- بیماری‌های کبدی
- برخی انواع آنمی

برخی داروها همچنین موجب اختلال در استفاده از اسید فولیک می‌شوند:
- داروهای ضدصرع (همچون فنیتوئین و پریمیدون)
- متفورمین (برای کنترل میزان قند خون در دیابت نوع دوم)
- سولفاسالازین
- تری‌آمترن (داروی مدر)
- متوتروکسات

## پیش‌گیری و درمان
پختن غذا با بخار موجب از بین رفتن میزان کم‌تری اسید فولیک می‌شود و به این ترتیب در پیش‌گیری از کمبود آن مؤثر است.
مصرف این ویتامین به صورت مکمل غذایی نیز جهت درمان و گاه پیش‌گیری از کمبود اسید فولیک در بدن توسط پزشک تجویز می‌شود.